# Micrococcus
Micrococcus je rod grampozitivních bakterií z kmene Actinobacteria, které mají buňky asi 0,5–3 µm. Jejich kokovité buňky jsou zpravidla uspořádané v tetrádách (po čtyřech). Je pro ně typický velký obsah GC, až 65–75 %. V buňce bývají často přítomné plazmidy.

## Výskyt
Druhy rodu Micrococcus se vyskytují se v různých prostředích, včetně vody, prachu a půdy. Mimo to se však vyskytují na lidské pokožce, v mléčných a jiných živočišných produktech i v pivu. Přestože jsou nesporulující, mohou přežít v nepříznivých podmínkách po delší dobu.

## Patogenní druhy
Mikrokoky jsou především saprotrofní a komenzálické druhy, ačkoliv některé mohou vyvolávat onemocnění, především u pacientů se sníženou imunitou.